# Petr Hrůša

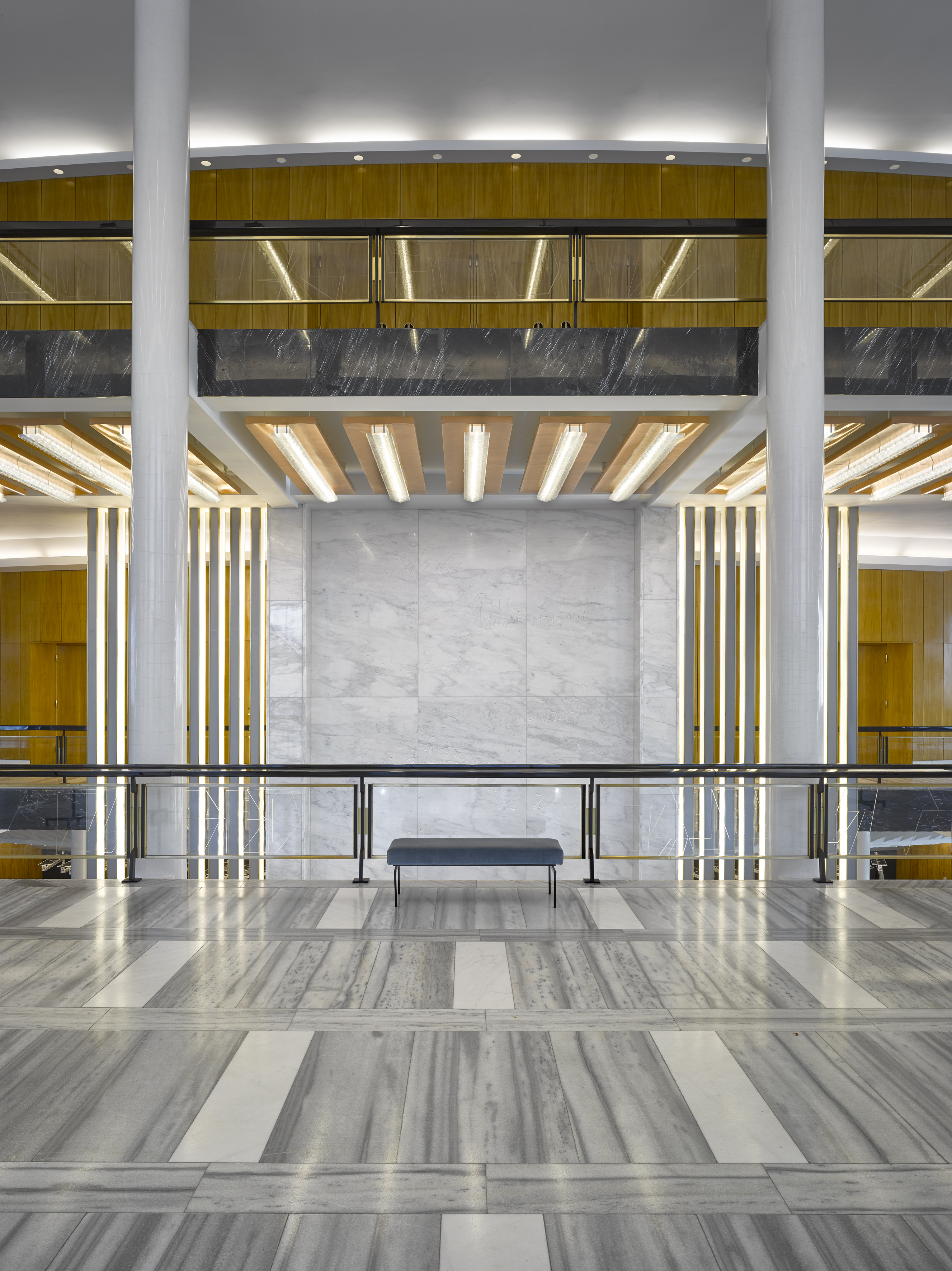
Janáčkovo divadlo, Brno

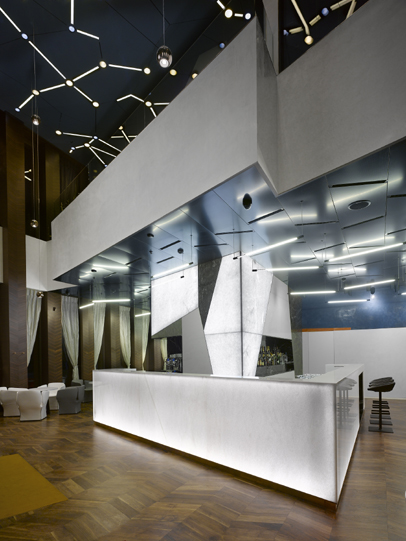
Kavárna palác Triniti, Brno

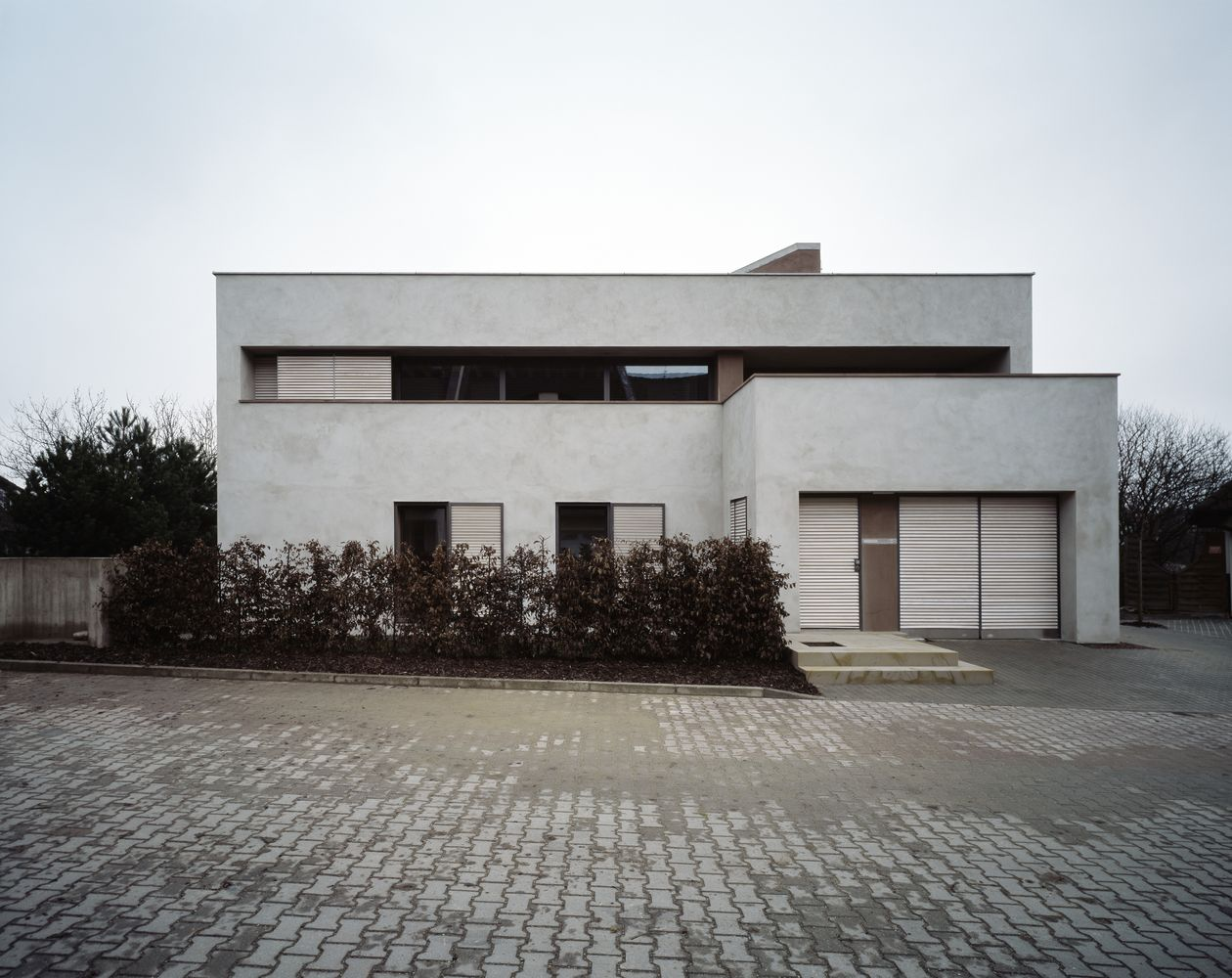
Rodinný dům Jundrov, Brno

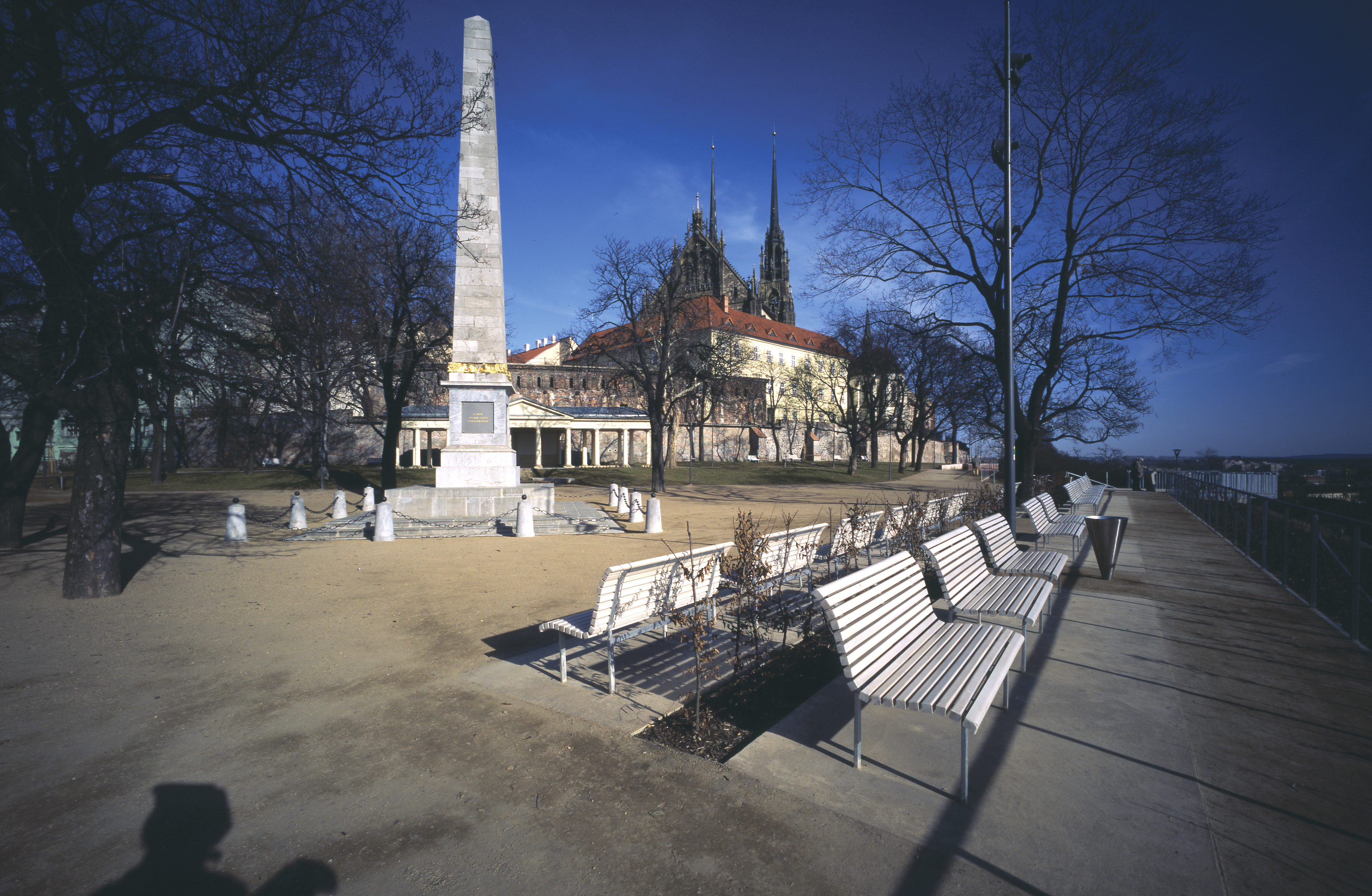
Rekonstrukce Denisových sadů a parku Studánka, NKP Petrov, Brno

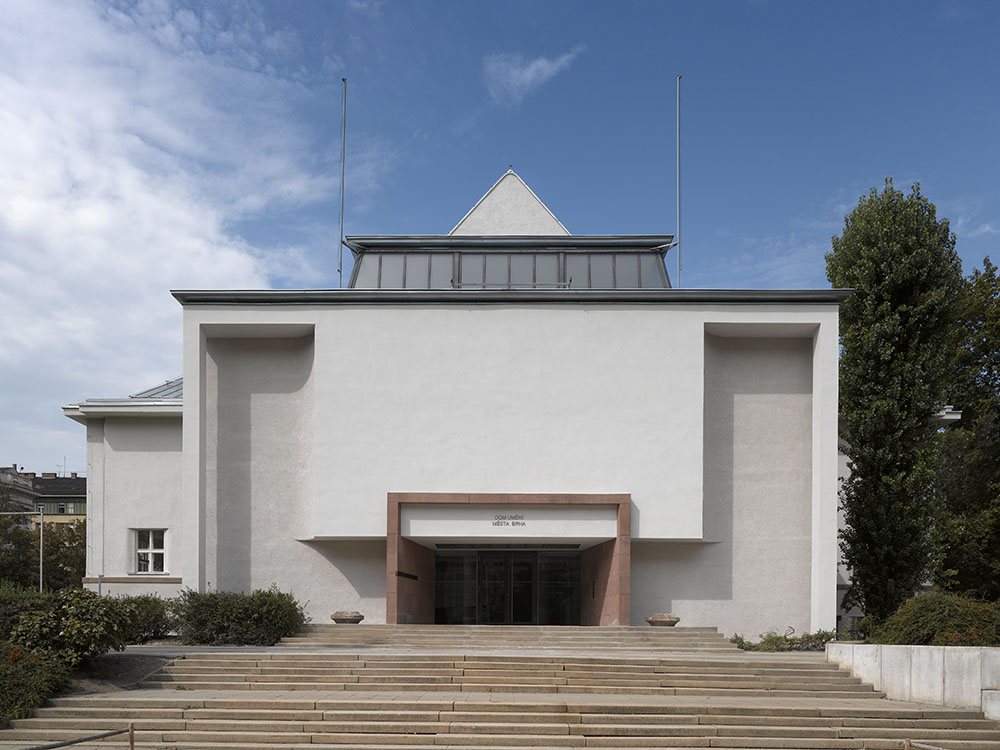
Dům umění Brno, rekonstrukce

Administrativní centrum Trinity

Moravské náměstí v Brně, rekonstrukce

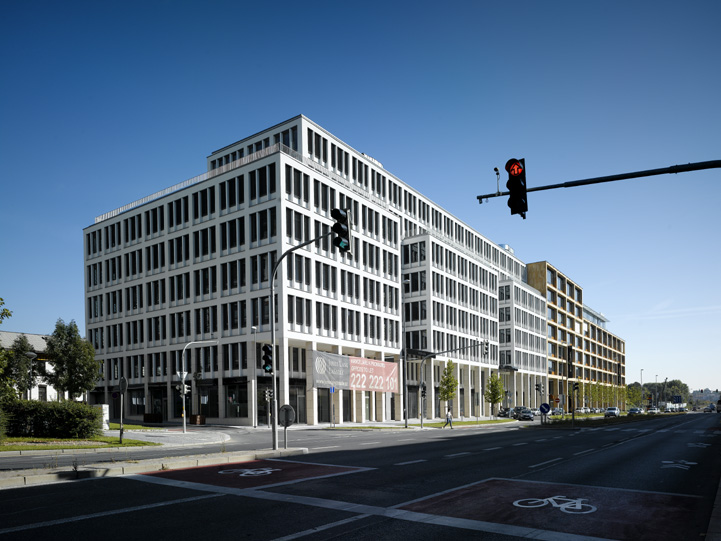
Administrativní budova Rohan, Praha

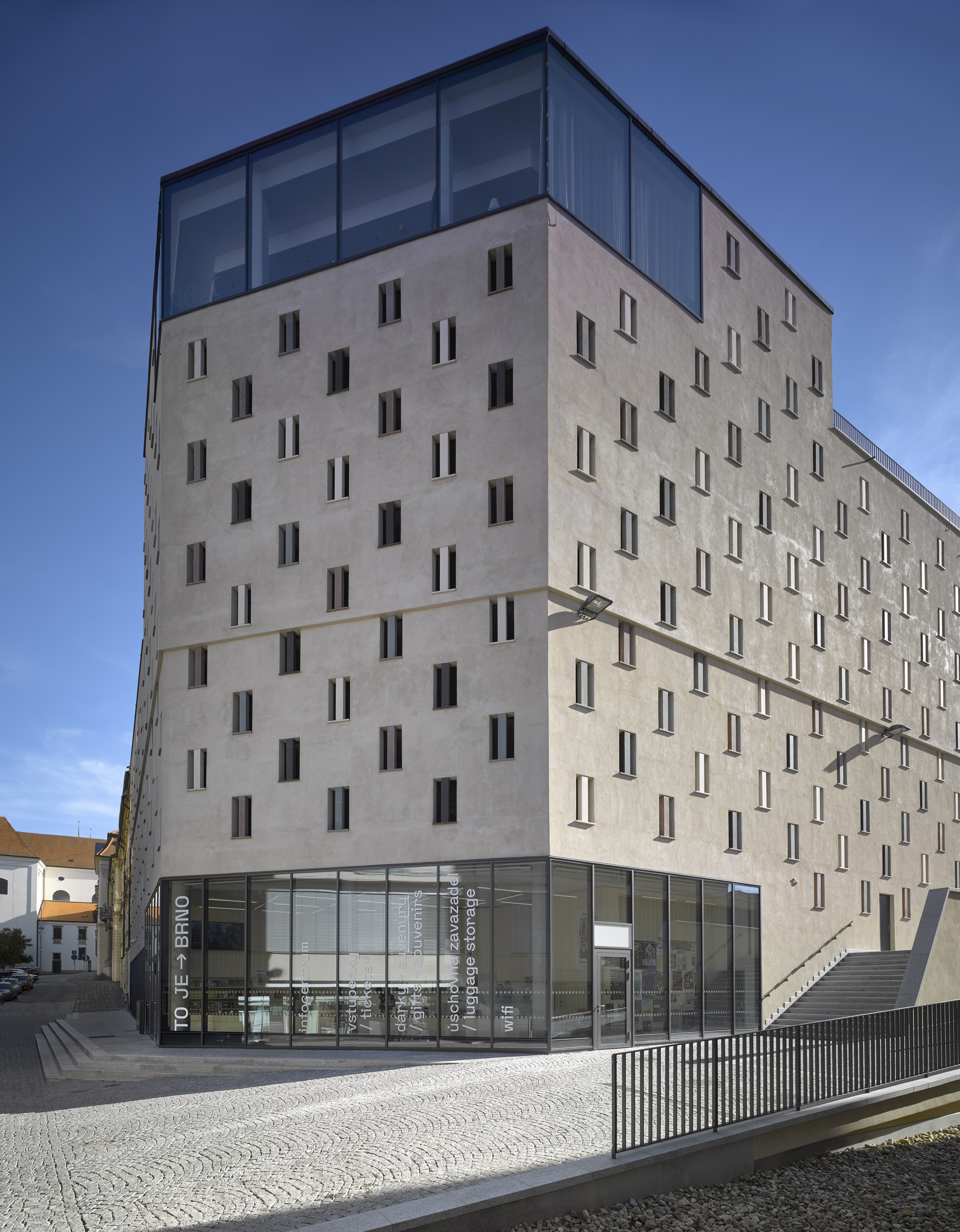
Domini Park, Brno

Petr Hrůša (* 26. září 1955, Brno) je český architekt a pedagog.

## Životopis a kariéra
V letech 1975 až 1981 vystudoval fakultu architektury VUT v Brně. Po absolutoriu školy pracoval jako vedoucí architektonické skupiny v podniku Stavoprojekt Brno. V roce 1990 absolvoval letní školu architektury prince Charlese v Oxfordu a Římě a stal se hlavním architektem města Telč. Tuto funkci zastával dva roky. V roce 1991 založil společnost Ateliér Brno (v současnosti (říjen 2016) s názvem Architekti Hrůša & spol., Ateliér Brno, s.r.o.
Od roku 1991 externě vyučoval na fakultě architektury VUT v Brně. V roce 2006 se zde stal docentem, v roce 2014 profesorem. Od roku 2008 vyučuje na VŠB-TU Ostrava (obor architektura – ateliérová tvorba, přednášky z teorie a psychologie architektury), kde je vedoucím katedry Architektury. V letech 2015–2018 vedl ateliér na Ústavu památkové péče na Fakultě architektury ČVUT v Praze.
Je členem řady odborných institucí a organizací  – Vědecké rady Fakulty stavební VUT v Brně, Spolku výtvarných umělců Mánes, Památkové pracovní skupiny Odboru památkové péče Magistrátu města Brna. Člen Rady studijního programu na FA VUT v Brně a Oborové rady programu Architektura a urbanismus FA ČVUT v Praze. V roce 2007–2008 byl členem umělecké rady VŠUP v Praze.
Od roku 2022 je nositelem Ceny města Brna.

## Dílo

### Realizace
- 2024 Projekty interiéru Janáčkova kulturního centra v Brně
- 2023 Interiér zasedací místnosti Velké rady Ústavního soudu v Brně
- 2022 Úpravy státního zámku Uherčice u Znojma
- 2021 Úpravy státních zámků Valtice a Kačina
- 2020 Modernizace, rekonstrukce a přístavba Filozofické fakulty Univerzity Hradec Králové
- 2019 práce na projektu koncertního sálu Janáčkova kulturního centra v Brně
- 2018 Rekonstrukce interiéru a úpravy foyeru Janáčkova divadla v Brně
- 2017 Parkovací dům Domini Park, Panenská ulice, Brno; Studie rekonstrukce Národní knihovny Klementinum v Praze

- 2016 Úpravy Dvorany a Sukovy síně v rámci projektu „Otevřené Rudolfinum“; Praha
- 2015 Projekt rekonstrukce zámku Kačina; Národní centrum divadla a tance – jízdárna a domek zahradníka, Státní zámek Valtice

- 2014 Rekonstrukce Panského Dvora, Telč
- 2013 Administrativní budova Rohan, Praha-Karlín
- 2012 Interiér banko-kavárny J&T banky, palác Triniti, Brno; Interiér kavárny Elektra, banko-kavárna J&T banky, Ostrava

- 2011 Rekonstrukce vily Tripalo, Zadar; Chorvatsko; Územní plán města Litomyšle, vítězství v ideové urbanistické soutěži

- 2010 Rekonstrukce Moravského náměstí, Brno
- 2009 Administrativní centrum Triniti, Brno
- 2008 Rekonstrukce Domu umění města Brna, Brno; Projekt rekonstrukce fotbalového stadionu, Brno[1]

- 2007 Rekonstrukce Jakubského náměstí, Brno
- 2004 Galerie Vaňkovka, Brno
- 2003, 2005, 2010 Rekonstrukce Denisových Sadů a parku Studánka, NKP Petrov, Brno
- 2006 Rodinný dům v Brně – Jundrově
- 2003 Rekonstrukce rodného domu Josefa Hoffmana, Brtnice
- 2002 Rodinný dům v Podivíně
- 2000 Domov pro mentálně postižené, Velehrad, vítězství v architektonické soutěži
- 1995–2000 Územní plán města České Budějovice, vítězství v architektonické soutěži
- 1995 Administrativní budova Povodí Moravy, Olomouc; NKP Petrov, Brno – rekonstrukce bývalé konzistoře NKP Petrov č. 2; Dlažby okolo katedrály sv. Petra a Pavla; Krypta katedrály sv. Petra a Pavla

- 1990 Říční lázně Riviéra, Brno-Pisárky

### Ocenění
- 2024 – nominace na Cenu Klubu za starou Prahu za novou stavbu v historickém prostředí v r. 2023 přístavby FF UHK
- 2022 – Nominace Přístavby FF Univerzity Hradec Králové na Českou cenu za architekturu
- 2018 – Nominace na Cenu Klubu za starou Prahu za novostavbu v historickém prostředí r. 2017 za parkovací dům Domini park v Brně
- 2017 – Nominace Parkovacího domu Domini park v Brně na Českou cenu za architekturu
- 2014 – Stavba Jihomoravského kraje – bytové domy na ulici Optátova v Brně Jundrově, 1. Místo v kategorii Bytové stavby
- 2013 – Grand Prix Obce architektů 2013 – Interiér banko-kavárny J&T banky v Brně, kategorie Interiér, užší výběr poroty; Grand Prix Obce architektů 2013 – čestné uznání v kat. Architektonický design, pro Kamenné reliéfy Fénix a tygr, kaskáda vodních schodů – vila v Řícmanicích, spolupráce s autorem reliéfů ak. Sochařem Michalem Blažkem
- 2012 – Energy Excellence 2012, Administrativní centrum Triniti (SO 001) dosáhla nejvyšší úrovně v posuzování energetického provozu objektu Energy Certification
- 2010 – Nominace na cenu Grand Prix 2010 a Fasáda roku 2010 – Administrativní centrum Triniti a Rekonstrukce Domu umění města Brna; Nominace Rekonstrukce Domu umění města Brna v mezinárodní soutěži Ecola Award 2010 for the use Render / Plaster in Architecture

- 2004 Grand Prix Obce architektů, hlavní cena v kategorii Krajinářská architektura a zahradní tvorba za rekonstrukci Denisových Sadů v Brně
- 2003 Nominace Administrativní budovy Firmy Blata, Blansko na Cenu za architekturu EU – Mies van der Rohe Award 2003
- 2003 Čestné uznání kraje Vysočina – Stavba Vysočiny 2003; rekonstrukce Hoffmannova domu v Brtnici
- 2002–2003 Cena Klubu Za starou Prahu za novostavbu v historickém prostředí, nominace novostavby obchodního domu Josefská – Novobranská v Brně
- 1999 Zvláštní cena Ministra pro místní rozvoj – Startovní byty pro mladé rodiny 1999, soutěžní projekt startovní byty v Říčanech; Stavba desetiletí Olomoucka, hlavní cena „Cena za novostavbu“ Administrativní a provozní budovy Povodí Moravy, Olomouc
- 1997 Nominace Administrativní budovy Povodí Moravy v Olomouci na Cenu za architekturu EU – Mies van der Rohe Pavilion Award 1997

### Publikace díla
- Rekonstrukce / 66 domů; STEMPEL, Ján, TESAŘ, Jan, Jakub; s. 12  – 17 RD Šatov, s. 60–65 RD Brno Jundrov
- 99 domů; STEMPEL, Ján, TESAŘ, Jan, Jakub; Rodinný dům Brno  – Jundrov. s. 118–121
- Skici-Sketches; STEMPEL, Ján, TESAŘ, Jan, Jakub; s. 76–79
- Česká architektura 2012 –2013; JIRAN, Zdeněk; (Administrativní soubor Rohan v Praze)
- Česká architektura 2010 –2011; VŠETEČKA, Petr; (Vila v Řícmanicích u Brna)
- Současná česká architektura a její témata; KRATOCHVÍL, Petr; (Domov pro mentálně postižené na Velehradě)
- Česká architektura 2008/2009; PELČÁK, Petr; (Administrativní centrum Triniti)
- Architecture V4 1990 – 2008; STEMPEL, Ján; (Rekonstrukce parku Denisovy sady)
- Česká architektura 2007/2008; SLÁDEČEK, Svatopluk; (Bytové domy v Brně-Jundrově)
- Slavné vily jihomoravského kraje; SEDLÁK, Jan, a kol.; (Rodinný dům v Podivíně)
- Česká architektura 2005/2006; SKALICKÝ, Alexandr; (Rodinný dům v Brně)
- Česká architektura 2004/2005; STEMPEL, Ján; (Nájemní dům v Brně, ul. Vídeňská)
- Brno architektura 1990 –2008
- Česká architektura 2003/2004;JEHLÍK, Jan; (Rekonstrukce Denisových sadů v Brně)
- Česká architektura a její přísnost, Padesát staveb 1989 –2004; ŠVÁCHA, Rostislav; (Kancelářská a provozní budova v Olomouci, Sportovní hala v Litomyšli)
- Česká architektura 2002/2003; WERTIG, Jaroslav; (Rodinný dům v Podivíně, Radnice v Brně-Komíně)
- Česká architektura 2001/2002; KOHOUT, Michal; (Administrativní budova firmy Blata v Blansku)
- Česká architektura 2000/2001; CAJTHAMLOVÁ, Markéta; (Ústav pro mentálně postižené na Velehradě)
- Česká architektura 1999/2000; PELČÁK, Petr; (Sportovní hala v Litomyšli)
- Česká architektura 1989/1999; KRATOCHVÍL, Petr; HALÍK, Pavel; (Říční lázně Riviéra, Správní budova pro Povodí Moravy)

### Vlastní texty a další publikace
- "Jan Sedlák  – povoláním profesor a člověk na školách architektury a umění"  – text ve sborníku "Do říše umění vede mnoho bran, pocta prof. PhDr. Janu Sedlákovi, CSc., l nedožitým 75 narozeninám. vyd. VUT v Brně, nakl. Vuitum, s. 532. ISBN 978-80-214-5667-9
- „Idea nevzniká, idea prostě je"; rozhovor v knize Architekti CZ – 20 rozhovorů; SLÁDEČEK, Jaroslav; Vyd. Grada Publishing, a.s., Praha 2015, s. 109–122. ISBN 978-80-247-5404-8
- „Škola architektury versus TED (Technology, Entertainment, Design)“; Text ve sborníku pedagogické konference pořádané k příležitosti 10. Výročí založení oboru Architektura na Fakultě stavební VUT v Brně; r. 2015. Vyd. VUT v Brně, s. 43–46, ISBN 978-80-214-5337-1
- „Ohniska města – k věcnému pojetí architektury a urbanismu“; Text ve sborníku mezinárodní konference Město a metropole, pořadatel katedra architektury FAST VŠB TU Ostrava; r. 2013, Ostrava 2013, s. 80–89, ISBN 978-80-87079-36-2
- „Aleje v architektonice krajiny“; VELIČKA, Petr; VELIČKOVÁ, Markéta; a kol. Aleje České a Moravské krajiny, Historie a současný výzkum. Nakl. Dokořán. Praha 2013, s. 139–154. ISBN 978-80-7363-413-1
- „Funkcionalistická a umělecká tradice v odkazu architektury druhé poloviny 20. století a v současné architektonické tvorbě“; Text ve sborníku mezinárodní konference Architektura v perspektivě, architektura a urbanismus 2. pol. 20. století, pořadatel katedra architektury FAST VŠB TU Ostrava; r. 2012, Ostrava 2012, s. 80–89, ISBN 978-80-87079-26-3
- HRŮŠA Petr: Brno – architektura 1945–1990, průvodce po poválečné architektuře v Brně (ed. VRABELOVÁ, Renata) Vyd. Centrum architektury Brno. Brno 2010, s. 169–173. ISBN 978-80-254-5996-6